# Lester Cole
Lester Cole (Nova York, 19 de juny de 1904 − San Francisco, 15 d'agost de 1985) fou un guionista estatunidenc.
Nascut a Nova York, Lester Cole començar la seva carrera com a actor, però aviat redactà un guió de cinema. El seu primer treball va ser "Si jo tingués un milió". El 1933, es va unir amb John Howard Lawson i Ornitz Samuel per establir la Writers Guild of America.
El 1934, es va unir al Partit Comunista nord-americà. Fou Sotmès a un Comitè de la Cambra d'activitats Antiamericanes. Després d'una d'investigació fou inclòs en la llista negra, es va fer conegut com un dels "Els Deu de Hollywood". Declarat culpable de desacatament al Congrés, va ser condemnat a deu mesos a la presó.
Entre 1932 i 1947 Cole escriu més de quaranta guions que es convertiren en pel·lícules. Després de passar per la llista negra, només tres guions van ser portades al cinema, després que els amics i l'esposa de Gerald LC Copley, Lewis Copley, i Redmond J. Prior, van presentar els guions en els seus noms.
El seu treball més conegut va ser l'exitosa pel·lícula de 1966  Born Free (Nascuda lliure)
Lester Cole va morir d'un atac de cor a San Francisco, Califòrnia el 15 d'agost de 1985.